# حركة العدالة الغذائية
تعتبر حركة العدالة الغذائية مبادرة شعبية نشأت بواسطة العديد من المجتمعات المحلية استجابة للضغوط الاقتصادية وانعدام الأمن الغذائي التي تحول دون الوصول إلى أطعمة صحية، مغذية، ومناسبة ثقافيًا.
وتشمل تحركات سياسية أوسع نطاقًا، مثل منظمة الأمم المتحدة للزراعة والأغذية. تقضي العدالة الغذائية بالاعتراف بحقوق الإنسان وتكافؤ الفرص والمعاملة العادلة. وتعترف الحركة أن النظام الغذائي مشروع عرقي ويُنشئ جدلًا حول تأثير التقسيم العرقي والطبقي على إنتاج وتوزيع واستهلاك الغذاء ويتضمن هذا العمل في مجال الزراعة، والمنازعات على الأراضي، وقضايا التفرقة الطبقية والوضع الاجتماعي، والعدالة البيئية، والسياسات والدعوة العامة.
وترتبط العدالة الاجتماعية بشكل وثيق بالسيادة الاجتماعية، والتي تنتقد المجتمعات التي تُقيم الحواجز الهيكلية على أساس لون الوجه للوصول إلى الطعام العضوي والمحلي والتي ترجع إلى حد كبير إلى العنصرية المؤسسية وتأثيرها على المساواة الاقتصادية.
يُقال إن عدم الوصول إلى الغذاء الجيد هو سبب وعرض من أعراض عدم المساواة الهيكلية التي تقسم المجتمع. ويُنظر إلى إنشاء حدائق في المجتمعات المحلية للمناطق الفقيرة كجزء من الحل، وكذلك معالجة قضايا العدالة ودمجها في كل من عملية صنع القرار وتوزيع الموارد.

## الخلفية
في عام   1996نشأت حركة العدالة الغذائية الحديثة من ائتلاف الأمن الغذائي المجتمعي (CFSC)، والتي سعت إلى توفير الغذاء الصحي بأسعار معقولة وملاءمة ثقافيًا للأمريكيين. وكان أحد أوجه القصور في هذه المجموعة هو أنها كانت مكونة بالكامل من الأمريكيين البيض، وقد قبلت بدخول القليل من سكان المناطق التي تعاني من انعدام الأمن الغذائي والتي يحاول ائتلاف الأمن الغذائي المجتمعي دعمها وشدد على استهلاك الفواكه والخضروات المحلية والطازجة، وإزالة التفرقة على أساس العرق من الحوار.
يُشير مدير DANIAL Ross والذيُ يدعى نوستراس رايسيج إلى مايلي:
لا يمكن الفصل الأمن الغذائي عن القضايا التي تهم المجتمعات. فالغذاء والزراعة يفسحان المجال للتصدي للعنصرية واختلال توازن القوى لأن الغذاء أمر أساسي للغاية بالنسبة للمجتمعات، وإذا كان لديك مجتمعات عاملة، فأنت تحتاج إلى تطبيق العدالة والمساواة. فعنصر العدالة يُعتبر قلب المجتمع.
من بين الباحثين الآخرين الذين أجروا أبحاثًا في مجال العدالة الغذائية والمواضيع ذات الصلة مونيكا أم وايت التي تُركز أبحاثها على مجتمع السود في ديترويت. في مقالتها «أخوات التربة: زراعة الحدائق الحضرية كنوع من المقاومة في ديترويت»، وهي تناقش أعمال شبكة الأمن الغذائي لمجتمع السود في ديترويت (DBCFSN)والتي تستخدم الزراعة كطريقة لتخفيف انعدام الأمن الغذائي وإصدار البيانات السياسية. وتستشهد وايت بالدراسة الاستقصائية الوطنية لفحص الصحة والتغذية للفترة بين 2005-2006 لتشير إلى أنه بسبب ظاهرة مثل الطعام الصحراوي وانعدام الأمن الغذائي فان 52.9٪ من النساء ذوات البشرة السوداء  يعانون من السمنة، مقارنة بـ 37.2٪ من الرجال ذو البشرة السوداء و32.9٪ . لأن الوضع الأجتماعي الأقتصادي للمجتمعات السود في ديترويت يُمثل جزءًا كبيرًا من مشكلات انعدام الأمن الغذائي التي تواجه المجتمعات السوداء، وهذا بمثابة مثال على عدم انفصال حركات العدالة الغذائية والإصلاح الاجتماعي.
تنص المادة 25 من الإعلان العالمي لحقوق الإنسان على ما يلي: «لكل فرد الحق في مستوى معيشي ملائم لصحة وسلامة نفسه وعائلته، بما في ذلك الغذاء والملبس والمسكن والرعاية الصحية والخدمات الاجتماعية الضرورية، الحق في التأمين على نفسه في حالة البطالة أو المرض أو الإعاقة أو الترمل أو الشيخوخة أو عدم توفر سُبل العيش في ظروف خارجة عن إرادته».
تذكر منظمة الأغذية والزراعة للأمم المتحدة أن الحق في الغذاء هو الحق في إطعام نفسك بكرامة، والحق في الحصول المستمر على الموارد التي ستمكنك من إنتاج أو كسب أو شراء ما يكفي من الغذاء ليس فقط لمنع الجوع، ولكن أيضًا لضمان الصحة والرفاهية، ونادرًا ما يُعني الحق في الغذاء أن يكون للشخص الحق في الحصول على الإعانات المجانية.
وتعتبر شوكولا السلام جزء من حركة العدالة الغذائية. إنه عمل فريق بريطاني كولومبي يؤمن بالقدرة التحويلية إنهم مجموعة من ضحايا النزاع المسلح ويستخدمون القواعد الشعبية لإحلال السلام منذُ عشرين عامًا. ومع ذلك، من الصعب إجراء مفاوضات مع حكومة خوان مانويل سانتوس ومقاتلي «القوات المسلحة الثورية لكولومبيا - الجيش الشعبي»، ورغم أن جهود الجماعة تُلاحظ في دوائر حقوق الإنسان الدولية، فإن العديد من الكولمبيين غير مدركين لحركة السلام.
المعهد الوطني للأغذية والزراعة (NIFA) التابع لوزارة الزراعة الأمريكية (USDA) الذي يُعتبر جزء من بعثة البحث والتعليم والاقتصاد التابعة لوزارة الزراعة الأمريكية.(REE) وهي وكالة تستخدم التمويل الفيدرالي من أجل معالجة القضايا المتعلقة بالعدالة الغذائية التي تؤثر على حياة الناس اليومية. وهذا الجهد التعاوني يستخدم العلماء والأبحاث من أجل تحديد وإيجاد حلول للقضايا الخاصة بالسلسلة الزراعية. فهُم يستخدمون سياسات صنع القرار في مجال العلوم، وهو أمر يجب أخذه في عين الاعتبار عند طرح الأسئلة حول المشكلات التي يتم حلها ولأي غرض.

## البحث والنظرية
هناك وفرة من الأبحاث المتعلقة بالحدائق المجتمعية، والزراعة الحضرية، وتأثيرها على المجتمعات المحلية.  تحاول الأدبيات ربط أنشطة الحدائق المجتمعية والمشاريع الزراعية الحضرية بالنتائج الاجتماعية والصحية والاقتصادية. ومع ذلك، فبسبب الافتقار الكبير للتنوع في المنظورات التي تُثري حركة العدالة الغذائية، تم اقتراح مفهوم جديد يُدعى الاستدامة العادلة. ولمواجهة ثقافة الطبقة الوسطى والبيض التي تهيمن على المناقشة وأولويات ممارسات الأغذية والاستدامة العضوية، يتم اقتراح نهج أكثر تعددًا ثقافيًا وتداخليًا يتضمن سردًا للمجتمعات المهمشة تاريخًا.

### تاريخ حركات الطعام والعرق
تبعًا للمواقف ووجهات نظر حركة الغذاء المختلفة يفترض تحليل بولان أن الطرق الغذائية هي اختيارات فردية تمت إزالتها من قيودها الاجتماعية والاقتصادية، في نقد شديد لحركة العدالة البيئية، أوضح النشطاء في مجال العدالة الغذائية أن العنصرية المؤسسية في تداخلها مع اللامساواة الاقتصادية، قد جردت المجتمعات من سيادتها الغذائية المحلية، مما أدى إلى منع العديد منهم من الأكل على حساب السيادة الغذائية، ومنع الكثير منهم الأكل بالطريقة التي وصفتها حركة الطعام بأنها مناسبة وتوجيه نقدهم إلى الحواجز الهيكلية التي تواجه ذوات الوجوه الملونة من الوصول إلى الأغذية المحلية والعضوية. تأمل حركة العدالة الغذائية في صياغة هويات عرقية وثقافية جماعية من خلال الاحتفال بأطعمة معينة مع التواصل مع أولئك الذين لا تزال طرقهم الغذائية تعكس هيمنة الأعمال الزراعية الأمريكية.

## سياسة وعدالة الغذاء
وفقًا ل Wekerle برزت العدالة الغذائية والحركات المناهضة كطريقة لتطبيق سياسات الأمن الغذائي. من الناحية النظرية، يفتح إطار العدالة الغذائية صلات مع مجموعة أوسع من الأطر المفاهيمية المستمدة من الأدبيات المتعلقة بالديمقراطية والمواطنة والحركات الاجتماعية والعدالة الاجتماعية والبيئية. برزت العدالة الغذائية كطريقة لتطبيق الأمن الغذائي حركات مكافحة الجوع للسياسات من خلال الاعتماد على الأطر النظرية الاجتماعية والبيئية الراسخة. وترتبط حركة العدالة الغذائية بالسيادة الغذائية لأنها تنتقد "الحواجز الهيكلية التي تواجه ذوات الوجوه الملونة للوصول إلى الأغذية المحلية والعضوية والتي ترجع إلى حد كبير إلى العنصرية المؤسسية وتأثيرها على المساواة الاقتصادية.
والمحاربة من أجل المزارعين الذين لديهم أُسر للحفاظ على أرضهم وبقائها، أو ضمان الوصول إلى الأطعمة الصحية لأولئك الذين حُرِموا في السابق من الاستفادة من التغذية الصحية بأسعار يُمكنهم تحملها، وهناك العديد من الطرق التي يساهم بها الأشخاص في إصلاح إمكانية الوصول إلى غذاء ذات جودة في الولايات المتحدة. وهناك عدد قليل من المنظمات في جميع أنحاء العالم لتوسيع رؤية العدالة الغذائية ومتابعة ملموسة كما هو مذكور أدناه.
ويُنسب الفضل إلى تنظيمات ومهرجانات مثل ائتلاف عمال Immokalee و
Familias Unidas por la Justiciaو Farm Aid  على أنها تعمل على رفع الوعي أو المساعدة في العدالة الغذائية من خلال المجاربة من أجل المزارعين الذين لديهم أسر للحفاظ على أراضيهم والحفاظ عليها، والأجر العادل ومعاملة جيدة مع العمال، وضمان الوصول إلى الأطعمة الصحية لأولئك الذين حرموا في السابق من التغذية بأسعار معقولة.

## الصحاري الغذائية
والصحاري الغذائية هي ظاهرة تُوصف بأنها مناطق جغرافية تفتقر إلى إمكانية الوصول إلى الإمدادات الغذائية، مثل سلاسل محالّ البقالة النموذجية والتي تكون على مسافة يمكن الوصول إليها. في ما يسمى بالصحراء الغذائية، من المعتاد أن تتوافر فيه محالّ الخمور التي لا تحتوي على طعام طازج، ولا تقدم سوى رقائق معبأة، والمشروبات الغازية، وغيرها من الأطعمة السريعة التي تفتقر إلى المواد الغذائية، إلى جانب مطاعم الوجبات السريعة التي تفتقر إلى الخيارات الصحية.
في تقرير قدمته وزارة الزراعة الأمريكية  إلى الكونغرس، تبين أن 23.5 مليون أمريكي يعيشون على بعد أكثر من ميل واحد من أقرب محل بقالة ولا يستطيعون الوصول إلى سيارة. في حين أن وسائل النقل العام يمكن أن تساعد في سد الفجوة ومساعدة الأفراد الذين يعيشون في سوق للمواد الغذائية للوصول إلى متجر البقالة، إلا أن العوامل الاقتصادية دفعت العديد من المتاجر المحلية إلى الانسحاب من الأعمال التي تتطلب من بعض الأفراد أخذ العديد من الحافلات أو القطارات لمجرد الوصول إلى سوق دون المستوى.
على الرغم من أن الوصول إلى الأغذية الصحية مفيد، إلا أنه من المهم اعتبار المجتمعات التي تخدم فيها أسواق محرومة من الخدمة في المجال الاقتصادي. إذا كانت تكلفة الفواكه والخضروات لا تفي بميزانيات المستهلكين فلن يشتريها المستهلك.

### من الصحاري الغذائية إلى الفصل العنصري الغذائي
في الآونة الأخيرة،  علماء الأنثروبولوجيا الذين يدرسون النظام الغذائي والثقافة، أعادوا وصف الصحاري الغذائية، إلى الفصل العنصري الغذائي وتم إجراء تغيير في مصطلح العامية لتمثيل أن «الصحاري الغذائية» ليست مقفرة، وأحياء فارغة، ولكنها أحياء اعتبرت غير جديرة بالوصول إلى الطعام المغذي. الفصل العنصري الغذائي هو شكل من أشكال الفصل العنصري لأنه في معظم الحالات، يؤثر عدم توفر الغذاء الصحي بشكل كبير على المجتمعات مختلفة الأجناس. وفقا لجاكلين بيدياكو فإن الفصل العنصري الغذائي يؤثر على الناس من جميع الأجناس، بما في ذلك البيض الفقراء، على الرغم من أن السود والبني يتأثرون بشكل أكبر. في ظل هذه الظروف - التي هي سيئة بشكل مُعلن - يتم عزل مجتمعات بأكملها جغرافيًا واقتصاديا عن الخيارات الغذائية الصحية.

### مستنقعات الطعام وسراب الطعام
في حين أن الصحاري كانت تستخدم كمصطلح شامل لوصف صحاري الطعام، وسراب الطعام، والمستنقعات الغذائية، فهي ليست مترادفة، وتختلف جميعها في كيفية ارتباطها بالحصول على الغذاء
وللمزيد من الدعم، تلعب هذه الأسعار دورًا رئيسيًا في استهلاك الأطعمة الصحية، وقد أُستخدم مصطلح «سراب الطعام» لوصف المجتمعات ذات الدخل المنخفض مع القدرة على الوصول إلى هذه المتاجر الكبرى ولكن مع وجود الحواجز المالية للوصول إلى تلك الأطعمة الصحية. في دراسة أجراها باحثون في جامعة ولاية بورتلاند، تم فحص سراب الطعام في أحد الأحياء حيث كان السكان الذين يعيشون في الفقر محاطين بمتاجر البقالة الجديدة. ووجد الباحثون أنه من بين 81٪ من السكان الفقراء الذين شملهم البحث، كان 61٪ منهم يعيشون في سراب غذائي معتدل أو شديد. مما أسفر عن السفر لأكثر من 1.8 ميل مرورًا بمحالّ البقالة المجاورة في الحي بحثًا عن أسعار أفضل.
في حين يتم تقييم الصحاري في كثير من الأحيان عن طريق حساب عدد الأميال بين منازل الأفراد ومحالّ السوبر ماركت، وسراب الغذاء يُقَيم السعر والفقر بشكل نسبي، فإن مستنقعات الطعام تختلف حيث يتم وصفها بأنها مناطق جغرافية ذات كثافة عالية للمنشآت التي تبيع سعرات حرارية عالية "الطعام السريع" و" الوجبات السريعة. وقد وجدت مراجعة شاملة للبحوث التي أُجريت على مستنقعات الغذاء من قبل وزارة الصحة والخدمات الإنسانية في الولايات المتحدة، أن 10 دراسات من أصل 12 قدمت أدلة على أن مطاعم الوجبات السريعة أكثر احتمالًا لتقطن  في المناطق التي توجد فيها تركيزات أعلى من الأقليات العرقية من المناطق التي يسكنها البيض.

## عدم الإنصاف البنائي الذي خلق تباين
وقد تم فحص العلاقة بين البيئات الغذائية وتأثيراتها على السمنة وأُكتشف أنها تلعب دورًا رئيسيًا في المساهمة في الفوارق الصحية، لا سيما وجود مطاعم الوجبات السريعة والمتاجر في الأحياء التي لديها حواجز للوصول إلى محالّ السوبر ماركت بسبب القرب أو الأسعار، ويُترك للمستهلكين خياران فقط؛ المتاجر الصغيرة أو مطاعم الوجبات السريعة. يُمكن للمجتمعات ذات الدخل المنخفض التي "تفتقر الوصول إلى الغذاء الصحي" أن تكون في نفس الوقت "مستنقعات غذائية"، والتي تشبعت من الوصول إلى الأغذية غير الصحية (مثل الوجبات السريعة والمتاجر) والأماكن غير الغذائية (مثل محطات الوقود)، وتتميز بالمواد الغذائية ذات السعرات الحرارية العالية والسكريات العالية"، هذه البيئات تعزز من السلوكيات غير الصحية بين السكان. حاليًا، هناك عدد قليل من السياسات التي تنظر إلى البيئة الغذائية، ما وراء الصحارى الغذائية، في الأحياء المحرومة. وفي أحد التدخلات من صانعي السياسة في لوس أنجلوس تجاهل قانون حظر مطاعم الوجبات السريعة الجديدة القائمة بذاتها تعقيدات البيئات ذات الدخل المنخفض وبدلًا من ذلك ركز على الحد من أنواع محددة من مطاعم الوجبات السريعة والمتاجر، وتركت السياسات العديد من الثغرات التي سمحت لمؤسسات مثل ماكدونالد بفتح مراكز تسوق. يوجد في وسط المدن ذات الدخل المنخفض مراكز تسوق واسعة النطاق، فهي جذابة لمطاعم الوجبات السريعة بسبب انخفاض الإيجارات وزيادة فرص وصول المستهلكين. على الرغم من أنها كانت واحدة من المحاولات الأولى، إلا أن هذا يدل على أهمية وضع سياسات قائمة على الأبحاث التي تدرس بوضوح تعقيدات الأحياء ذات الدخل المنخفض لمعالجة الفوارق الصحية.
لقد قيل أن العيش بالقرب من مطاعم الوجبات السريعة يزيد من استهلاك الأطعمة ذات السعرات الحرارية العالية. على سبيل المثال، أشارت النتائج في إحدى الدراسات إلى أن "مؤسسات الوجبات السريعة التي تبعد ربع أو نصف ميل تقريبًا لها علاقة سلبية ذات دلالة إحصائية مع استهلاك الفاكهة والخضار، مما يعني أنه كان من الأسهل على المقيم الوصول إلى الوجبات السريعة، على الأقل كانوا الأقل في استهلاك الفواكه والخضروات علاوة على ذلك، من المعروف أن مطاعم الوجبات السريعة تقدم وجبات رخيصة، مما يجعلها جذابة للغاية للمستهلكين ذوي الدخل المنخفض. باستخدام المعلومات المشفرة جغرافيًا، أظهرت دراسة لجامعة هارفارد كلية الصحة العامة أدلة تشير إلى أن مطاعم الوجبات السريعة أكثر انتشارا في أحياء الأقليات، التي غالبا ما تكون أحياء منخفضة الدخل. إذا أظهرت أسعار الغذاء تأثيرًا على خيارات الطعام في المجتمعات المحرومة، فمن المنطقي أن التكلفة المنخفضة للوجبات السريعة ستكون جذابة للمستهلكين في المجتمعات ذات الدخل المنخفض. لسوء الحظ، فإن التكلفة المنخفضة للوجبات السريعة تكلفك سعر آخر، والوجبات السريعة عالية السعرات الحرارية والدهون غير الصحية، مثل الأغذية المصنعة في المتاجر الصغيرة أو المتاجر الكبرى، فإن تناول هذه الأطعمة يضع الشخص في خطر الإصابة بالسمنة.
يعتمد العديد من سكان الأحياء المحرومة على الأطعمة السريعة والمريحة، كما أن المتاجر التي توجد في الزوايا مثل مخازن الخمور متوفرة في المجتمعات منخفضة الدخل. تحتوي المخازن الملائمة على أطعمة تتم معالجتها بشكل كثيرًا لتطويل العمر الافتراضي لها، مما يؤدي إلى توافر الكثير من السعرات الحرارية والدهون والسكريات والأملاح. بالإضافة إلى ذلك، يتجه المستهلكون إلى هذه المتاجر لأنها تقبل برامج المساعدة الحكومية مثلSNAP،  للمزيد من المداومة على السلوكيات غير الصحية في اختيار الغذاء وأهمية إعادة هيكلة السياسات الغذائية. هناك سبب آخر يدعو المستهلكين للذهاب إلى المتاجر الذين يعيشون في مجتمعات منخفضة الدخل إلى أن الأفراد الذين يعيشون في حالة من انعدام الأمن الغذائي يحتاجون إلى التنوع في طعامهم، والأطعمة المصنعة لا تتطلب التبريد وتستمر لفترة أطول من الأطعمة القابلة للتلف. من خلال النظر في كيفية تأثير البيئات الغذائية على المجتمعات ذات الدخل المنخفض، يُمكن لصانعي السياسات اتخاذ قرارات مستنيرة بشكل أفضل حول كيف يمكن للسياسات أن تعالج العوامل المساهمة.

### يؤدي الفصل في المباني السكنية إلى الطيران التجاري
إن الفصل العنصري الغذائي وغیاب الوصول إلی الغذاء ھي نتائج التسییس العنصري وتنشأ من الظلم الاجتماعي والاقتصادي الذي یؤثر بشکل غیر متناسب علی المجتمعات السکانیة ذات الدخل المنخفض. ووفقًا لإتحاد الحريات المدنية الأمريكية (الاتحاد الأمريكي للحريات المدنية) فإن الصحارى الغذائية تعتبر الأعراض المباشرة التي تظهر نتيجة عدم المساواة في هيكل المجتمع والتي يتم الترسيخ لها بمرور الوقت. هذه العرقية المؤسسية التي أدت إلى عدم وصول الغذاء الصحي للأقليات لا تعد ولا تحصى ولكن من بينها سياسات الإسكان التي تؤدي إلى فصل المجتمعات المحلية والسياسات المالية التي تؤدي إلى الطيران التجاري.وقد اجتمعت كل هذه السياسات مع مرور الوقت للمساهمة في ظهور الفوارق الصحية بين مجتمع السود.
في عام 1962،  شارك 61٪ من الأمريكيين البيض في الشعور بأن "الناس البيض يملكون الحق في إبقاء السود خارج أحيائهم إذا أرادوا ذلك، ويجب على السود احترام ذلك الحق. على الرغم من مرور سنوات من التغيرات السياسية نتيجة لحركة الحقوق المدنية، وبعد مرور 30 عامًا في عام 1990 وجدت دراسة أُجريت بواسطة ديترويت على البيض أن ربع المشاركين البيض رفضوا الانتقال إلى حي يقطن به أكثر من 50٪ من السود. يستمر التمييز تجاه السود في التأثير على الممارسات العقارية، بينما تستمر السياسات العامة والتمييز المؤسسي في تعزيز أنماط العيش المنفصلة عنصريًا. على الرغم من أن الفصل العنصري بسبب العرق غير قانوني  إلا أنه لم يعد المعيار في أمريكا. ولا ترتبط الأنماط الحية بالوصول إلى الفرص التعليمية وفرص العمل فحسب، بل ترتبط أيضًا بإمكانية الحصول على الغذاء.
ووجدت الدراسات التي نشرتها المجلة الأمريكية للطب الوقائي أن الأحياء ذات الدخل المنخفض وأحياء الأقليات أقل احتمالا للوصول إلى محالّ السوبر ماركت الكبيرة.  تعوق سياسات الحكومة الفيدرالية بشكل مباشر تطوير محالّ السوبر ماركت في المجتمعات السكانية السوداء. وبما أن البيض من ذوي الدخل المتوسط قد حصلوا على قروض حكومية مدعومة للانتقال من المدن إلى الضواحي، فإن الأعمال التجارية، بما في ذلك محالّ السوبر ماركت، قد انتقلت إليهم. تم دعم متاجر البقالة وبائعي التجزئة على حد سواء من قِبل حكومة الولايات المتحدة للانتقال إلى الضواحي لتقديم الطعام للطبقة الوسطى البيضاء وترك المدن المقفرة.

## النتائج الصحية المتعلقة بالتغذية في مجتمعات المختلفة الأجناس
على الرغم من أن العلاقة السببية بين العادات الغذائية والصحة لم تُصنع خصيصًا، إلا أنها مقبولة بشكل جيد حيث أنه يوجد بالتأكيد علاقة متبادلة بين الاثنين. بما أن مجتمعات السود تتأثر بشكل غير متناسب بالفصل العنصري الغذائي، فليس من الصدمة أن يعاني الأمريكيون من أصل أسود ومن ذوي الأصول الأسبانية من معدلات السمنة تصل إلى 36.8٪ و 45٪ على التوالي وهو أعلى نسبيا من معدل السمنة عند البيض والتي من الممكن أن تصل إلى 30 ٪. وفقًا لمراكز السيطرة على الأمراض فقد تم ربط السمنة بمجموعة واسعة من المشاكل الصحية بما في ذلك النوع الثاني من داء السكري، وأمراض القلب والأوعية الدموية وأنواع مختلفة من السرطان وإرتفاع ضغط الدم وارتفاع الكوليسترول بين البالغين والأطفال.
في دراسة أُجريت عام 2004 من قِبل الأطباء ومهنيي الصحة العامة في مدرسة إيكان للطب في نيويورك في جبل سيناء بواسطة ائتلاف من المجتمع لمقارنة توافر وتكلفة الأطعمة الصحية لمرضى السكري في حي سكني أسود في شرق هارلم مع ذلك من الجانب الأبيض الشرقي الأثري القريب من مدينة نيويورك. وأُجريَ البحث على محالّ البقالة في 173 شرق هارلم و 152 في الجزء الشرقي من نيويورك لإيجاد ما إذا كانوا قد خزنوا خمس أغذية أساسية موصى بها لمرضى السكري. وأظهرت النتائج أن 18 ٪ فقط من متاجر إيست هارلم خزنت الأغذية الموصى بها، مقارنة مع 58 ٪ من المتاجر في الجانب الشرقي الأعلى. علاوة على ذلك، وجد الباحثون أن 9٪ فقط من بوابات شرق هارلم (المتاجر الصغيرة) كانت تحمل 5 أصناف موصى بها بينما كان 48٪ من بوديجات والتي توجد على الجانب الشرقي تحمل هذه المواد. هذا التناقض كبير وهو يمثل العديد من المجتمعات في أمريكا. نظرًا لأن الظروف الصحية مثل مرض السكري أكثر انتشارًا في المجتمعات السوداء مقارنةً بالمجتمعات البيضاء، فإن ذلك يخلق دورة يستمر فيها ازدهار النوع الثاني من داء السكري.

### إلقاء اللوم على الضحية
في الآونة الأخيرة قد إعترف صانعوا السياسة بأن الحصول على الغذاء يؤثر بشكل كبير على الأقليات، ولكن مع ذلك يشير إلقاء اللوم على الضحية نسبًة إلى رواياتهم أن بعض التباين في وصول المواد الغذائية ناتج من الاختيار. على سبيل المثال، مقالة نشرتها وزارة الزراعة الأمريكية عن خدمة البحث الاقتصادي بعنوان الوصول إلى الأغذية المغذية والميسورة التكلفة محدودة في«الصحارى الغذائية»، وأوضحت أن الخصائص الديموغرافية والاقتصادية للمستهلكين، وعادات الشراء، والأذواق يمكن أن تفسر سبب عدم وجود مخازن في بعض المناطق أو تخزين أنواع من الأطعمة الصحية. تُلقي هذه الحجة باللوم على المجتمعات نفسها لعدم حصولها على الغذاء الصحي، وفشلت في الاعتراف بالتأثيرات التاريخية والسياسات الحكومية التي أدت إلى تهميش مجتمعات الأقليات هذه.

## السيادة الغذائية والجنوب العالمي
إن قضية العدالة الغذائية ليست مفهومًا أجنبيًا، حيث يُجسد الجنوب العالمي حالة من الأستفسار عن كيف يمكن لنقص الموارد أن يؤدي إلى عواقب وخيمة وهناك عدة عوامل تدخل في الأعتبار وواحدة من هذه العوامل هي ارتفاع الأسعار الذي يؤثر على فقراء العالم. ومع ذلك، تتأثر كل منطقة بطرق مختلفة مما يؤدي إلى إتخاذ حركة العدالة الغذائية أشكالًا مختلفة على سبيل المثال، تتمحور السيادة الغذائية حول قضايا "تقرير المصير والتنمية غير المتكافئة العالمية والتدهور البيئي" وترتبط عادًة بالجنوب العالمي والولايات المتحدة الريفية وتركز العدالة الغذائية من الناحية الأخرى في الدول المتقدمة مثل الولايات المتحدة وكندا وقضاياها تدور حول عدم إمكانية الوصول واستهلاك الغذاء الصحي. ومن بين هذه القضايا الشائعة الأخرى ضمن السيادة الغذائية عدم وجود ما يكفي من الغذاء بسبب قضايا الندرة، والعوامل البيئية، والسكان، كما أن الكثير من هذه العوامل يرتبط أيضًا بنقص حقوق الزراعة الخاصة بالمزارعين من السكان الأصليين وصغار المزارعين. الأستعمار هو أيضًا مصدر كبير لكثير من انعدام الأمن الغذائي سواء في الحاضر أو في الماضي. كان الإستعمار تأثير مباشر على أولئك الذين كانوا يعتمدون على الزراعة الموسمية بشكل خاص في قارة أفريقيا بسبب فترات الجفاف الطويلة في مناطق معينة، إلا أن السياسة البريطانية جعلت من المرعى وموارد المياه الهامة، خلال هذه الأوقات العصيبة، غير متاحة قانونًا. إن أحداث الشغب التي حدثت في عامي 2007 و 2008،  تذكرنا كثيرًا بالماضي الأستعماري حيث أدى نظام الغذاء اليوم إلى تضخم أسعار المواد الغذائية حيث تم تجميع المزيد من الأراضي الزراعية لإنتاج الوقود الحيوي والمحاصيل العلفية للحيوانات وتم تشريد الأراضي المتاحة للحصول على المحاصيل الغذائية. وبالمثل، تلاحظ منى لاخاني أن هذه الممارسة وقعت في ظل الإستعمار، حيث كان على المزارعين الأفارقة زراعة المحاصيل النقدية للتصدير وإهمال زراعة المحاصيل التي من شأنها أن تكون قادرة على إطعام أسرهم. في الواقع، يستمر هذا الاتجاه حيث أن استهلاك أكثر من 25٪ من سكان العالم، ويستهلك معظم سكان الدول الغربية حوالي 80٪ من الموارد. ومن ثم، فإن هذا الأستغلال للأرض والموارد، إما أن يخترق أو يحطم النظام البيئي المحلي أو يجبر الكثير من هذه الدول النامية والقبائل الاعتماد على المعونات الغذائية من الدول التي اُستعمرت ما بعد الاستعمار. على الرغم من أن العدالة الغذائية تقع في منطقة مختلفة ومترابطة عرقيًا إلا أن كلًا من الحركتين تهدف إلى إنهاء حالة انعدام الأمن الغذائي. وتساعد الحركتان معًا على سد الفجوة بين الانقسامات المؤسسية التي لم تتمكن حركة الأغذية ككل من تحقيقها.

## الحلول الممكنة
يتم الاعتراف بانعدام الأمن الغذائي كواحدة من أكثر قضايا العالم إلحاحًا في الواقع، يُجادل علماء وشركات الأغذية الزراعية بأن الاستجابة لهذه القضية باستخدام ممارسات العدالة الغذائية ليست كافية فيما يتعلق بأهمية القضية. هذه الحجة هي الأساس للدفاع عن استخدام الكائنات المعدلة وراثيًا لإطعام العالم. غير أن الأبحاث التي قام بها العلماء والمزارعون والمنظمات غير الحكومية تذهب إلى دحض ذلك من خلال عرض أن الزراعة الأصغر حجمًا أثبتت أنها ليست صديقة للبيئة فحسب، بل إنها في الواقع تعمل على «إطعام العالم».

### مزارع الحضر أو المجتمع
واحدة من التكتيكات الأولى لمحاربة الظلم وندرة الغذاء الموجودة في كل من المناطق الريفية والحضرية هي عن طريق استخدام المجتمع أو الحدائق الحضرية. وفقًا لبيان رسالة جمعية البستنة الأمريكية (ACGA) تُعتبر حدائق المجتمع عوامل حفازة أساسية للجيران والمجتمع المحيط بها ليس فقط من خلال المساعدة في مكافحة انعدام الأمن الغذائي في توفير خيارات غذائية صحية، ولكنها أيضًا سليمة اقتصاديا وبيئيًا، كما توفر هذه الحدائق مصدر للترفيه والعلاج والجمال والتعليم. بالإضافة إلى ذلك، قد يكون امتلاك الحدائق المشتركة مفيدًا أيضًا للمهاجرين واللاجئين الذين يستخدمون الحدائق كتكتيك لإغراق أنفسهم في محيط جديد مع الحصول أيضًا على فرصة لإعادة الاتصال بثقافتهم وتلقي الطعام لأسرهم ومجتمعهم. وهذا يجسد كيف يرى مركز الشؤون الريفية أن عمل النظام الغذائي المجتمعي قد يتخذ أشكالًا عديدة ولكن في جوهره يهدف إلى تشكيل صلة بين المنتجين المحليين الذين ينمون أو يصنعون الطعام والمستهلكين، والمجتمع المحلي. على الرغم من ذلك فإن التغيير الكبير الذي حققته حدائق المجتمع في مجال التنمية والتطور، إضطر الكثيرون في هذه المجتمعات إلى النضال من أجل الحق في استخدام الأرض في البستنة التي كانت واضحة في الستينيات بتكتيكات «حرب العصابات» لمكافحة شح الأراضي ومقاومة عدم المساواة بين القوي والضعيف، اليوم وفقًا للتقرير السنوي لـ ACGA تم العثور على 61 ٪ من الحدائق المجتمعية أو الحضرية في الأراضي الحكومية، مما يشير إلى الدور الهام الذي تلعبه الحكومات المحلية في السماح أو حظر استخدام حدائق المجتمع من خلال تنفيذ التشريعات المعارضة أو السياسات الصارمة لإستخدام الأراضي.

### توفر المنتج
إن الإنصاف في كل من عملية صنع القرار وتوزيع الموارد هو جوهر حركة العدالة الغذائية ويمكن تحقيقه من خلال سياسات الحكومة. قد يكون أحد مسارات العمل الممكنة لمكافحة الصحارى الغذائية هو التفويض بأن متاجر الزوايا مثل تلك الموجودة في صحاري الطعام توفر بعض التنوع في الفواكه والخضروات. على سبيل المثال في مينيابوليس: استوعبت وزارة الصحة ودعم الأسرة أن المقيمين في الصحارى الغذائية يجدون أنفسهم يشترون أغذيتهم الأساسية من متاجر الزوايا، غير قادرين على السفر إلى متاجر البقالة أو أسواق المزارعين المحلية، ولكن في الغالب تحمل المتاجر المزيد من الأطعمة السريعة غير الصحية بدلًا من المنتجات الطازجة. لمكافحة هذا الموضوع، أصدر مجلس مدينة مينيابوليس مرسومًا يطلب من مخازن زاوية مينيابوليس أن تُخزن "خمسة أنواع من المنتجات القابلة للتلف"، وتطلب وزارة الصحة في مينيسوتا "مخازن معتمدة لحمل سبعة أصناف كحد أدنى (وثلاثين رطلًا) من الفواكه والخضروات الطازجة. ولكن حتى مع نظام سكان شمال مينيابوليس الذين يتسوقوا في معظم الأحيان من مخازن الزاوية ولكن لايشترون منها المنتجات بسبب عوامل مثل انتهاء صلاحية الأنتاج إما أنه غير طازج  ويشير هذا إلى أن القوانين في حد ذاتها قد لا تكون كافية دائمًا في حالة مينيابوليس، أنشأ MDHFS برنامج متاجر الزوايا الصحية لضمان نجاح الأمر عن طريق تقديم المساعدة من مستشار محالّ البقالة إلى مالكي المتاجر لصنع أطعمة صحية ومنتجات طازجة أكثر وضوحًا وبأسعار معقولة وجذابة للحي. هناك حل آخر محتمل لمظالم الأغذية وتحديدًا الظلم الغذائي، قد يكون في وضع لوائح جديدة تنص على وجود المزيد من متاجر البقالة في المناطق الحضرية والريفية. وترى وزارة الزراعة الأميركية أيضًا أن هذا الأمر يمثل مشكلة بقول أن 2.2 مليون أمريكي يواجهون صعوبة في الوصول إلى متاجر البقالة الكبيرة بسبب إضطرارهم للسفر لأكثر من ميل في المناطق الحضرية أو أكثر من 10 في المناطق الحضرية الأخرى وقد يزيد هذا من الأعتماد على المتاجر والمطاعم (الوجبات السريعة) مما أدى إلى سوء التغذية والنظام الغذائي والمشاكل الصحية الناتجة من هذا. تعترف وزارة الزراعة الأمريكية بأن الوصول المحدود للغذاء في المناطق الحضرية الأساسية "تتميز بمستويات أعلى من الفصل العنصري وزيادة عدم المساواة في الدخل". في المدن الصغيرة والمناطق الريفية مع محدودية نقص البنية التحتية للنقل ولذلك، لن تذهب جميع متاجر البقالة إلى أحياء صغيرة بسبب المخاطر والصيانة، بالنسبة إلى أماكن مثل غرب أوكلاند في كاليفورنيا، حيث أن ما يقرب من نصف السكان ليس لديهم سيارة، لذلك فإن الوصول إلى متاجر البقالة يعتبر معاناة، قرر براهم أحمدي، فتح مركزه الخاص عبارة عن بقالة متكاملة الخدمات الصحية عن طريق بيع السندات مباشرة للجمهور.

### بيع الغذاء
توفر شاحنات الأغذية والخدمات المحلية الأخرى خيارًا آخر للمساعدة في توفير الغذاء لصحارى الطعام والمناطق الريفية الأخرى.في بعض الأماكن، وتساعد شاحنات الأغذية مثل برنامج Mobile Product Harvest Food المجتمعات والأحياء المحتاجة من خلال تزويدها بمنتجات طازجة وعالية الجودة. تعد شاحنات الطعام مصدرًا هامًا آخر للغذاء، وهي فريدة من نوعها في مواقعها. توجد الشاحنات الغذائية في المدن والبلدات والجامعات في جميع أنحاء الولايات المتحدة وكندا على الرغم من أن لها تاريخًا أطول في أماكن مثل بورتلاند حيث كان هناك القليل من القوانين التي تمنعهم أو لوس أنجلوس حيث يقوم المهاجرون بتطبيق التقاليد. أصبحت المساحات الأخرى لهؤلاء البائعين حديثة إلى حد ما في أماكن مثل مونتريال حيث تم تنظيم الشاحنات والمساحات الثقافية في السابق. على الرغم من ذلك غالبًا ما يتم إغفالها نظرًا لأنها قد لا توفر دائمًا الطعام الأكثر «صحية»، إلا أنها تُساعد في مكافحة انعدام الأمن الغذائي من خلال توفير الغذاء للمجتمعات التي لا تملك وسائل أُخرى للحصول على الطعام أو ببساطة جلب المزيد من أنواع الطعام إلى المجتمع. كما تم تصنيف شاحنات الأغذية، «تأكيد قوي للتوسع الحضري المنبثق»، التي يتحكم فيها أشخاص عاديون ينشئون مساحات إبداعية مختلفة ثقافيًأ. ومع ذلك، غالبًا ما يتم حظر الشاحنات الغذائية والباعة المتجولين الآخرين من قِبل المدن إذا لم يكن لديهم تصاريح أو إذا كانوا يعتبرونه تهديدًا تنافسيًا للمنشآت القريبة. ومع ذلك، فإن التشريعات الجديدة في كاليفورنيا (SB946) وأريزونا (HB 2371) لا تهدف فقط إلى إضفاء الشرعية على الشاحنات الغذائية على مستوى الولاية، بل أيضًا إلغاء تجريم بيع الرصيف. مثل هذه التشريعات لن تساعد فقط على تعزيز الاقتصاد المحلي، ولكنها ستسمح أيضًا للبائعين بتوفير الغذاء الآمن للمجتمع بشكل آمن. ومع ذلك فإن شاحنات الأغذية ليست مجرد ظاهرة أمريكية أو غربية، بل هي جزء من ظاهرة كان شائعًا جدًا في كثير من الجنوب الدولي. يختلف بيع الأغذية في الجنوب الدولي قليلًا حيث أن بيع الطعام يُمكن الكثيرين من البقاء والاستمرار والتعامل مع المدن الحضرية. كما يسمح لهم بتطوير شبكات وإستراتيجيات للوصول إلى هذه المدن عن طريق تكوين علاقات مع مزارعي الري التجاريين وصغار الملاك. خدمات توصيل الطعام هي طريقة أخرى من محالّ البقالة المحلية أو صناديق السوق التي ترسل إلى بابك. ومع ذلك، تميل بعض هذه التكاليف إلى أن تكون مكلفة أو تحتاج إلى إمكانية الوصول إلى الإنترنت للتحكم في حسابك، وهذا يتوقف على المجتمع خاصًة في المناطق الريفية، وقد لا يكون هذا الخيار ممكنًا.

#### سناب (SNAP) وبرامج المساعدة الغذائية الأخرى
هناك حل آخر لمحاربة ظلم الغذاء، سواء من حيث النوعية أو كمية الطعام، ويكمن في الدعم الحكومي وتقديم القسائم للمساعدة في تخفيف العبء المالي في توفير الغذاء، بالإضافة إلى توفير خيارات صحية. وقد كرست الحكومة الفيدرالية الأمريكية وكذلك الحكومات الأخرى الكثير من مواردها، أي حوالي 50 مليار دولار سنوياً لبرامج المساعدات الغذائية. ويعد سناب (Snap) أحد البرامج، التي نفذتها الحكومة الفيدرالية في إطار خدمة الغذاء والتغذية (FNS) في الستينيات من القرن العشرين ، وفقًا لأحد منشوراتها، فإنه «يحسن الصحة ، ويعزز الاكتفاء الذاتي ، ويخفف من انعدام الأمن الغذائي».